# Puente giratorio de la ciudad de Belice
El Puente giratorio de la ciudad de Belice (en inglés: Belize City Swing Bridge) es un puente giratorio situado en el centro de la ciudad de Belice, en el país centroamericano de Belice. Conecta la parte norte con la parte sur de la ciudad y se extiende sobre el río Belice.
Un destino de turismo y punto de referencia histórico de Belice, es el puente colgante más antiguo de Centroamérica y uno de los pocos puente giratorios de accionamiento manual en el mundo todavía en funcionamiento. El Museo Marítimo de Belice se encuentra cerca.